# Вао (Ляэне-Вирумаа)
Ва́о (эст. Vao) — деревня в волости Вяйке-Маарья уезда Ляэне-Вирумаа, Эстония.

## География и описание
Расположена на северо-востоке Эстонии, в 79 кмв юго-востоку от Таллина. Расстояние до уездного центра — города Раквере — 26 км, до волостного центра посёлка Вяйке-Маарья — 3 км. Высота над уровнем моря — 111 м.  
Климат умеренный. Официальный язык — эстонский. Почтовый индекс — 46230.

## Население
По данным переписи населения 2021 года, в Вао насчитывалось 333 жителя, из них 284 (85,5 %) — эстонцы. 
Численность населения деревни Вао по данным переписей населения:
| Год  | 1959 | 1970   | 1979  | 1989  | 2000  | 2011  | 2021  |
| ---- | ---- | ------ | ----- | ----- | ----- | ----- | ----- |
| Чел. | 236* | ↗ 317* | ↗ 338 | ↗ 504 | ↘ 435 | ↘ 333 | → 333 |

* Деревня Вао (эст. Vao küla), посёлок Вао (эст. Vao asundus) и поселение Вао (эст. Vao asund) вместе.

## История
В 1286 году датский король Эрик VI Менвед пожаловал братьям Йоханнесу (Johannes), Йорданиусу (Jordanius) и Хенрикусу (Henricus) Вакке земли в Вирумаа, которыми владел их отец. На этих землях была основана мыза Вак (Вао). 
Деревня Вао находилась к северу от мызы. Первые письменные сведения о ней относятся к 1442 году. В 1920-е годы, после национализации в результате земельной реформы, на землях бывшей мызы возник посёлок Вао, а рядом с ним к  концу 1950-х годов — поселение Вао. В 1977 году деревня, посёлок и поселение были объединены. В том же году с Вао были объединены деревня Вески (эст. Veski, бывшая Мунакюла (эст. Munaküla)) и часть деревни Мыйзамаа.

## Происхождение топонима
Считается, что топоним произошёл от фамилии владельцев мызы (Wacke), но, по мнению сотрудников Института эстонского языка, всё было иначе: название произошло от слова «вак» (нем. die Wacken), что означает «площадь земли, единица измерения земли» (в средневековой Ливонии, а также, вероятно, и в Эстонии позднего периода железного века, вак также был налогооблагаемой земельной единицей).